# Canton (Mississippi)
Canton ist eine Stadt innerhalb von Mississippi in den Vereinigten Staaten. Sie ist der Verwaltungssitz (County Seat) des Madison County. Bei der Volkszählung im Jahr 2020 hatte Canton 10.948 Einwohner. Der Ort liegt im nördlichen Teil der Metropolregion um die Staatshauptstadt Jackson.
Ein Großteil von Canton ist im National Register of Historic Places eingetragen. Der Courthouse Square ist ein historisches Einkaufsviertel und beherbergt den Canton Flea Market. Das Gerichtsgebäude ist besonders bemerkenswert und erscheint oft in fotografischen Ausstellungen des Südens. Die Ostseite der Stadt ist zum großen Teil ein historisches Viertel mit vielen alten Häusern.
Obwohl Canton während des Sezessionskriegs kein wichtiger Schlachtort war, war es als Eisenbahn- und Logistikzentrum von großer Bedeutung. Viele verwundete Soldaten wurden in der Stadt behandelt oder durch die Stadt transportiert, weshalb es hier einen großen Konföderierten-Friedhof gibt.
Die Stadt beherbergt eine große Autoproduktionsanlage, die sich im Besitz von Nissan befindet.

## Demografie
Nach der Schätzung von 2019 leben in Canton 12.029 Menschen. Die Bevölkerung teilte sich im selben Jahr auf in 21,4 % Weiße, 73,0 % Afroamerikaner, 0,3 % amerikanische Ureinwohner, 1,6 % Asiaten und 1,3 % mit zwei oder mehr Ethnizitäten. Hispanics oder Latinos aller Ethnien machten 8,1 % der Bevölkerung aus. Das mittlere Haushaltseinkommen lag bei 33.634 US-Dollar und die Armutsquote bei 25,5 %.

## Söhne und Töchter der Stadt
- Scott Field (1847–1931), Politiker
- L. C. Greenwood (1946–2013), American-Football-Spieler
- Cleophus Robinson (1932–1998), Bluesmusiker
- Sonny Landreth (* 1951), Bluesmusiker